# Tennet TSO
Die Tennet TSO GmbH (eigene Schreibweise: TenneT TSO) mit Sitz in Bayreuth ist ein deutscher Übertragungsnetzbetreiber. Das Unternehmen betreibt in Deutschland ein Höchstspannungs-Stromnetz (220 kV und 380 kV) zwischen Schleswig-Holstein und Bayern mit einer Gesamtlänge von rund 13.559 Kilometern. Das Unternehmen ist eine Tochtergesellschaft des niederländischen Stromnetzbetreibers Tennet.

## Geschichte

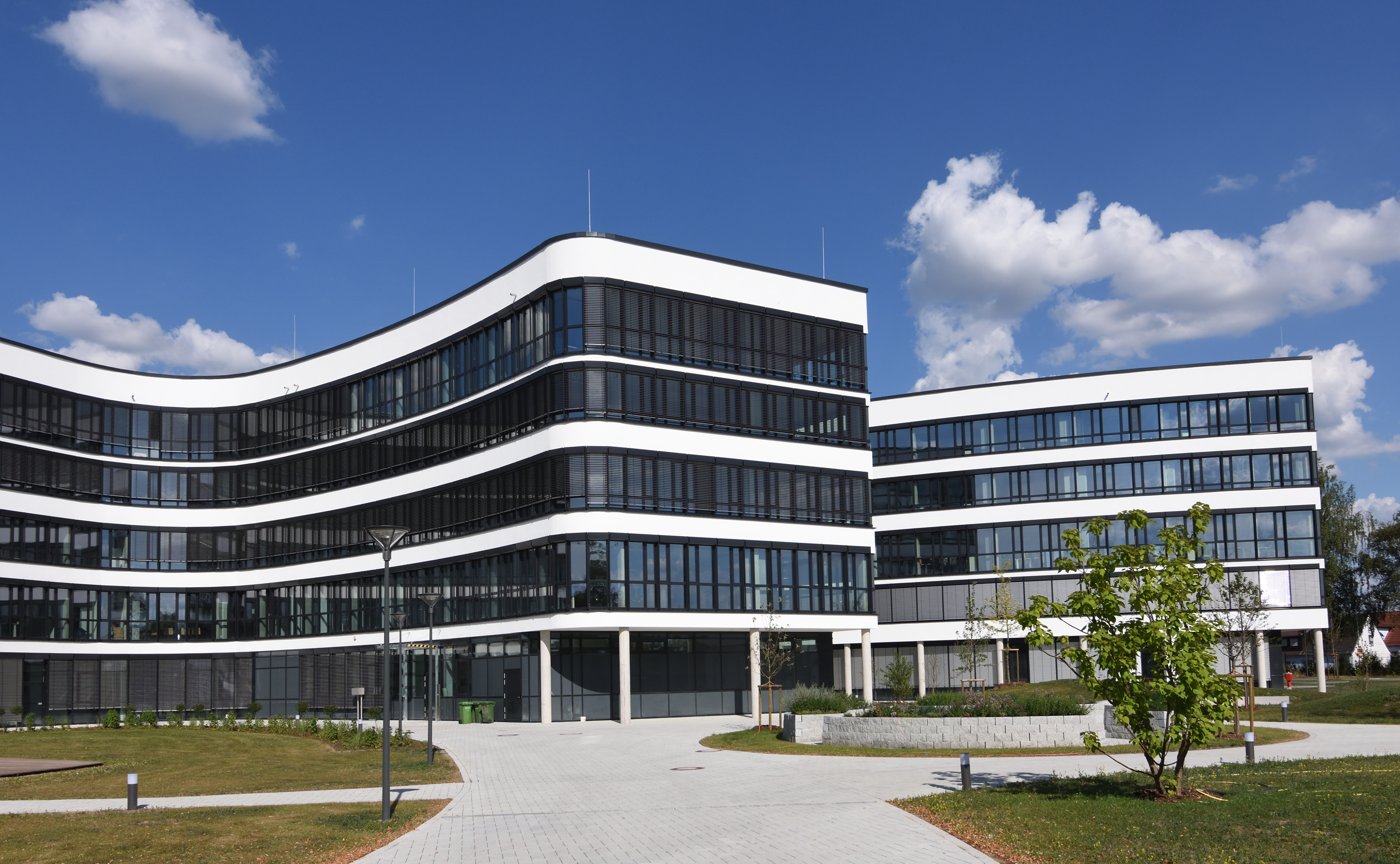
Tennet-Campus in Bayreuth

### Entstehung
Das Unternehmen geht auf die 2009 erfolgte Ausgliederung des Übertragungsnetz-Bereiches aus der E.ON Netz GmbH innerhalb des vertikal integrierten Energiekonzerns E.ON und auf die anschließende Desinvestition seitens E.ON zurück.
Die in Bayreuth ansässige E.ON Netz war zuvor im Jahr 2000 bei der Fusion von Bayernwerk und PreussenElektra zu E.ON Energie entstanden. Der Verteilnetz-Bereich verblieb nach der Aufspaltung bei der E.ON Netz.
Im Mai 2008 verpflichtete sich der E.ON-Konzern im Zuge eines seit 2007 laufenden Kartellverfahrens – wegen mutmaßlich missbräuchlicher Ausnutzung seiner marktbeherrschenden Stellung als Übertragungsnetzbetreiber auf dem sekundären Regelenergiemarkt und auch aufgrund rechtlicher Vorgaben zur Entflechtung aus der Energiewirtschaftsgesetz-Novelle von 2005 – gegenüber der Europäischen Kommission, seine deutsche Höchstspannungsnetz-Sparte an einen Wettbewerber zu verkaufen.
Mit der Verpflichtungszusage erreichte E.ON im November 2008 die Einstellung des Kartellverfahrens durch die EU-Wettbewerbskommissarin Neelie Kroes noch im Vorfeld des Dritten Energiepakets der EU. Der Unternehmensteil sollte gemäß der Verpflichtungszusage spätestens zum 1. Dezember 2010 veräußert werden.
In der Folge wurde am 4. Mai 2009 die von der E.ON Netz abgespaltene aber weiterhin in E.ON-Besitz befindliche Transpower Stromübertragungs-GmbH (TPS) mit Sitz in Bayreuth ins Handelsregister eingetragen.
Transpower beschäftigte zu diesem Zeitpunkt etwa 650 Mitarbeiter.

### Eigentumsrechtliche Entflechtung und Umbenennung
Im November 2009 gab E.ON bekannt, sich mit dem niederländischen Stromnetzbetreiber Tennet auf einen Verkauf geeinigt zu haben.
Die Übernahme der Transpower Stromübertragungs-GmbH durch Tennet (konkret durch die Tennet GmbH & Co. KG, damals noch Transpower GmbH & Co. KG) für etwa 1,1 Milliarden Euro wurde am 25. Februar 2010 rückwirkend zum 31. Dezember 2009 abgeschlossen.
Anfang 2010 beschäftigte Transpower etwa 725 Mitarbeiter.
Wenige Monate später, mit Wirkung zum 5. Oktober 2010, wurde Transpower dem Namen des Mutterkonzerns angeglichen und heißt seitdem Tennet TSO. Die Abkürzung TSO im Namen bedeutet Übertragungsnetzbetreiber (englisch transmission system operator).
Alleingesellschafterin der Tennet TSO ist seit 2010 die deutsche Tennet GmbH & Co. KG, die sich – über mehrere Zwischengesellschaften vermittelt – im Besitz der niederländischen Tennet Holding befindet.
Zur Tennet GmbH & Co. KG gehören weitere Beteiligungen und Tochtergesellschaften in Deutschland, u. a. die Tennet Offshore GmbH.
Eigentümerin der Tennet Holding ist das Königreich der Niederlande; die Beteiligung wird vom niederländischen Finanzministerium gehalten.

### Gescheiterter Kauf des deutschen Netzes durch den Bund
Die Tennet Holding hatte 2023 verdeutlicht, den deutschen Teil des Stromnetzes verkaufen zu wollen, da enorme Investitionen in den nächsten Jahren anstehen. Daraufhin wurde mit dem Bund über einen Verkauf verhandelt. Dieser Kauf des deutschen Netzes von Tennet durch die KfW Bank ist im Juni 2024 nach langen Verhandlungen wegen Haushaltsproblemen jedoch gescheitert. Der Bund wollte den deutschen Teil unter anderem wegen des für die Energiewende wichtigen Suedlinks kaufen. Nun erwägt der niederländische Staat beispielsweise einen Teilverkauf oder Börsengang des deutschen Netzes.

## Aktivitäten

### Gesetzlicher Auftrag und Zertifizierung

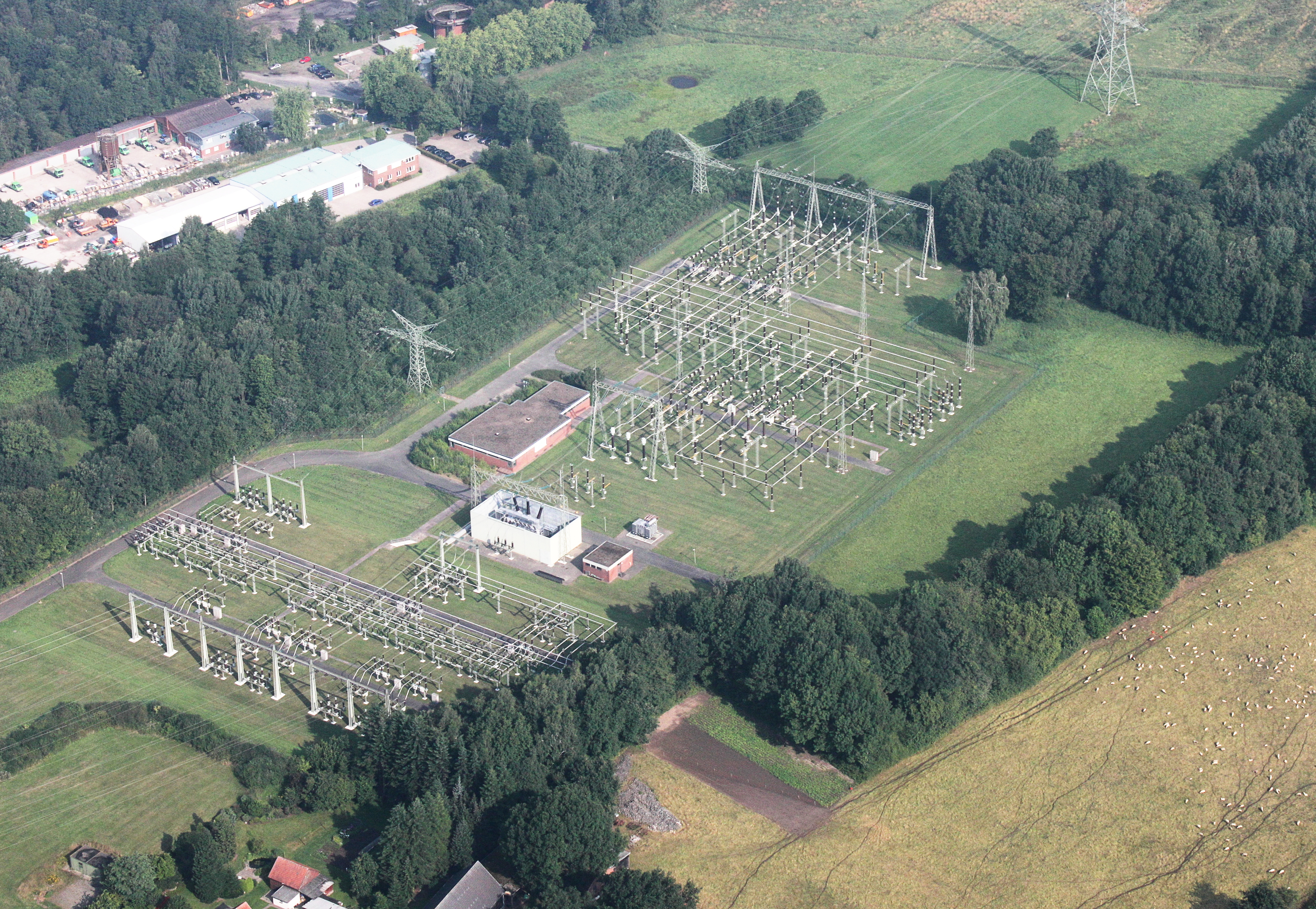
Umspannwerk Ganderkesee in Niedersachsen

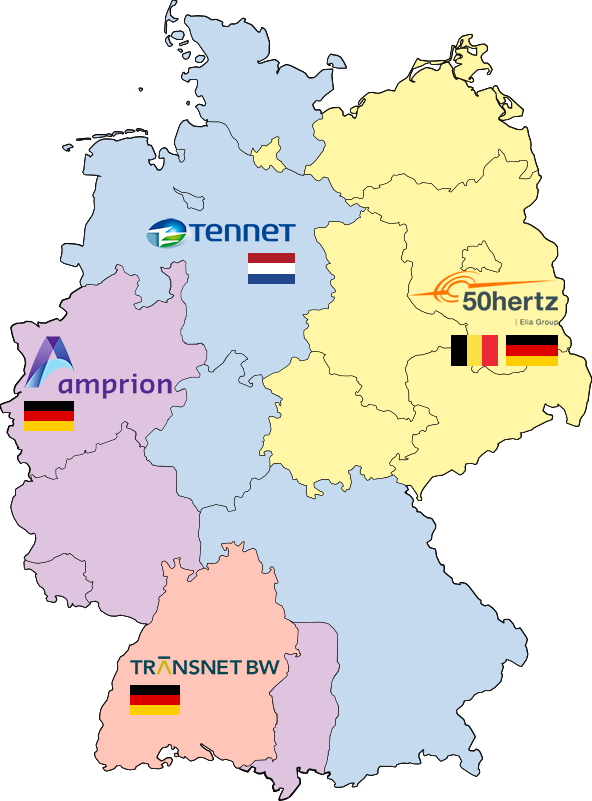
Deutsches Übertragungsnetz: Regelzonen von Amprion, Tennet, TransnetBW und 50Hertz

Tennet TSO ist als Übertragungsnetzbetreiber ein Dienstleistungsunternehmen mit gesetzlichem Auftrag. Dieser ergibt sich aus den in § 11 ff. des Energiewirtschaftsgesetzes (EnWG) formulierten „Aufgaben der Netzbetreiber“. Im Zentrum stehen dabei der diskriminierungsfreie Betrieb eines sicheren, zuverlässigen und leistungsfähigen Energieversorgungsnetzes sowie dessen Optimierung und Ausbau.
Als Übertragungsnetzbetreiber unterliegt Tennet TSO der wettbewerbspolitischen Regulierung durch die Bundesnetzagentur. Sie erteilte dem Unternehmen 2015, nach anfänglichen Komplikationen wegen fehlender Nachweise über die nötigen finanziellen Mittel, die Zertifizierung als eigentumsrechtlich entflochtener Transportnetzbetreiber gemäß § 8 EnWG.

### Netzgebiet und Anlagen
Die Übertragungsleitungen der Tennet TSO sind vorwiegend in den Bundesländern Bayern, Bremen, Hessen, Niedersachsen und Schleswig-Holstein sowie in Teilen von Nordrhein-Westfalen zu finden. Das Unternehmen betreibt 2020 zwölf Umspannwerke in der Höchstspannungsebene und zwei Schaltleitungen in Lehrte-Ahlten und Dachau. Zwei Betriebszentren befinden sich in Lehrte-Ahlten und Bayreuth.

### Integration in das europäische Verbundnetz
Das Übertragungsnetz der Tennet TSO ist Teil des europäischen Verbundsystems und nimmt mit der geografischen Lage in Mitteleuropa eine wichtige Transferstellung ein. Übergabestellen bestehen zu den benachbarten Übertragungsnetzbetreibern in Deutschland und in den Nachbarländern Dänemark zu Energinet.dk, in den Niederlanden zu Tennet, in Tschechien zu ČEPS und in Österreich zu APG.
Die Tennet TSO ist eines der vier deutschen Mitgliedsunternehmen im Verband Europäischer Übertragungsnetzbetreiber (ENTSO-E).

### Netzausbau
Tennet TSO ist für mehrere Netzausbauvorhaben nach dem Energieleitungsausbaugesetz und dem Bundesbedarfsplangesetz verantwortlich. Dazu zählen u. a. die Westküstenleitung und die Leitung Dörpen/West–Wesel gemeinsam mit Amprion sowie die Hochspannungs-Gleichstrom-Übertragungs-Projekte Suedlink gemeinsam mit TransnetBW und Südostlink gemeinsam mit 50Hertz.

### Weiteres
2006 begann E.ON Netz in Schleswig-Holstein auf der 110-kV-Leitung Niebüll–Flensburg einen Feldversuch für Freileitungs-Monitoring und konnte dort die Übertragungskapazität wetterabhängig um zeitweise bis zu 50 Prozent steigern.
Mit Stand 2011 hatte Tennet TSO unter Einsatz von 55 Millionen Euro Investitionen mehr als 900 Kilometer Höchstspannungsleitungen und 20 Umspannwerke von Hamburg bis Gießen auf Freileitungs-Monitoring umgerüstet.
Laut einer Recherche des Panorama-Magazins im Februar 2023 investierte die Firma keinerlei Eigenkapital in den Netzausbau.
Ähnlich wie NortH2 will Tennet gemeinsam mit dem Fernleitungsnetzbetrieb Thyssengas und Gasunie Deutschland in einem großen Power-to-X-Projekt mehrere große Elektrolyse-Anlagen im niedersächsischen Diele mit insgesamt 100 Megawatt Leistung errichten.